# Rdest vzplývavý
Rdest vzplývavý (Potamogeton natans) je druh jednoděložné rostliny z čeledi rdestovité (Potamogetonaceae).

## Popis
Jedná se vodní rostlinu s oddenkem, turiony se nevytváří. Patří mezi tzv. širokolisté rdesty, je zde nápadná hetorofylie, jinak vypadají listy ponořené a jinak listy plovoucí na hladině. Lodyha je cca do 180 cm dlouhá, víceméně oblá. Ponořené listy jsou jednoduché, střídavé, čepele se u nich nevytváří, jejich řapíky jsou přeměněny v čárkovitá fylodia, do 3 mm široká. Plovoucí listy jsou řapíkaté, eliptické až vejčité, asi 3–11,5 cm dlouhé a 1,8–5 cm široké, s 19–31 podélnými žilkami, řapík je v horní části bílý až nahnědlý. Palisty jsou vyvinuty, tvoří jazýček. Květy jsou v květenstvích, v 2,5–5 cm dlouhých klasech na 4,5–9,5 cm dlouhých stopkách. Okvětí není rozlišeno na kalich a korunu, skládá se ze 4 okvětních lístků, většinou nenápadných, zelenavých až hnědavých, někteří autoři je však považují za přívěsky tyčinek. Tyčinky jsou 4, srostlé s okvětím. Gyneceum je apokarpní, složené z 4 plodolistů. Semeník je svrchní. Plodem je 4–5 mm dlouhá nažka, na vrcholu s krátkým zobánkem.

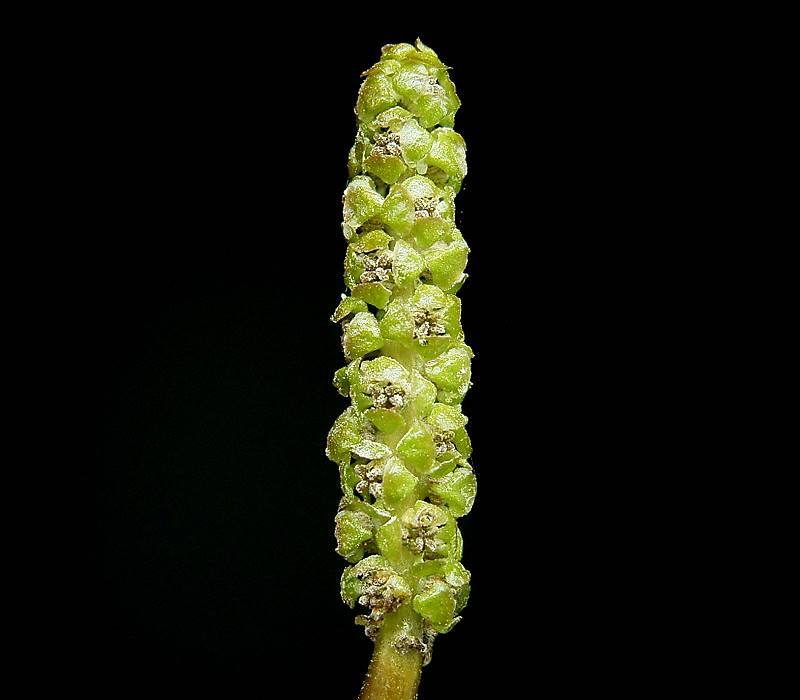
Květenství rdestu vzplývavého
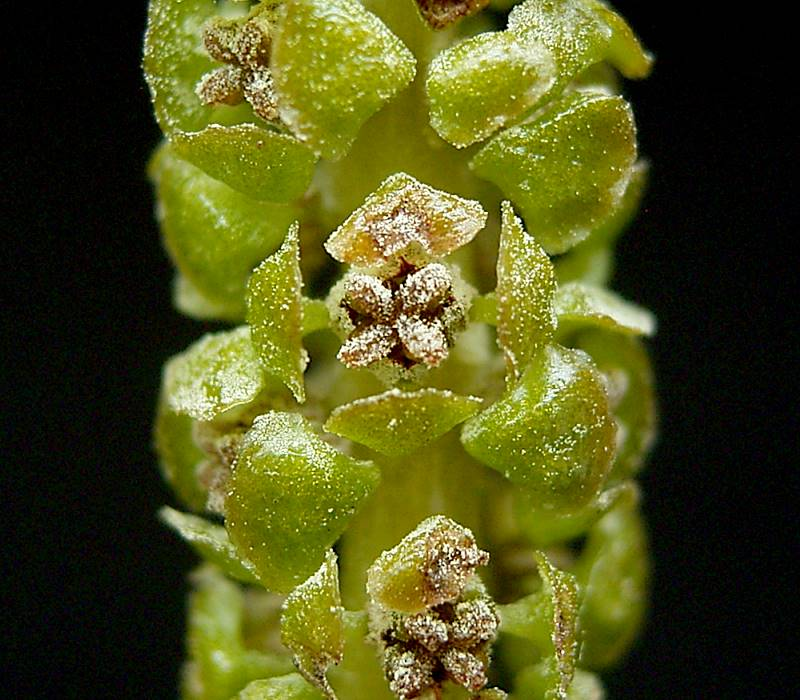
Detail květenství

## Rozšíření ve světě
Rdest vzplývavý roste na většině území Evropy, v některých oblastech Asie, např. na jižní Sibiři a na Dálném Východě a v Severní Americe (kromě severu Kanady a jihu USA).

## Rozšíření v Česku
V ČR je to asi nejhojnější druh z širokolistých rdestů, ale ani jemu neprospívá intenzivní rybářství. Roste roztroušeně až hojně v rybnících a jiných vodách od nížin do podhůří.